# Psolus belgicae
Psolus belgicae is een zeekomkommer uit de familie Psolidae.
De wetenschappelijke naam van de soort werd in 1901 gepubliceerd door E. Hérouard.